# Galileo Ferraris
Pour les articles homonymes, voir Ferraris et Galileo Ferraris (homonymie).
Galileo Ferraris (Livorno Ferraris, 30 octobre 1847 – Turin, 7 février 1897) est un ingénieur et un scientifique italien. Il a travaillé sur les champs magnétiques tournants dans les machines électriques alimentées en courant alternatif.

## Biographie
Fils d'un pharmacien, Luigi Ferraris, et d'Antonia Messia, il a grandi dans une famille nombreuse avec trois frères et autant de sœurs. Cependant, à l'âge de 8 ans, il est orphelin de mère et commence donc à recevoir une éducation dans la maison d'un oncle médecin à Turin. Après avoir fréquenté l'internat San Francesco da Paola à Turin, qui deviendra plus tard le lycée classique Vincenzo Gioberti, il obtient son diplôme d'ingénieur civil à l'âge de 22 ans et devient professeur adjoint de physique technique à la Regio museo industriale italiano (la future École polytechnique de Turin ou Politecnico di Torino) en 1877. De la même année jusqu'à sa mort, il était également professeur de physique à l'École de Guerre de Turin.
Il se consacre alors à l'étude de l'électromagnétisme et en 1885, il réussit à démontrer à un public étonné l'existence d'un champ magnétique tournant généré par deux bobines fixes, orthogonales et traversées par des courants alternatifs de même fréquence et décalés de 90°. La découverte du champ magnétique tournant a été officiellement exposée dans une note présentée à l'Académie des sciences de Turin (Accademia delle Scienze di Torino) seulement le 18 mars 1888. Par la suite, des litiges sont apparus sur la priorité de cette découverte, surtout après que Ferraris lui-même ait accusé le scientifique serbe Nikola Tesla de fraude. Il avait déjà découvert le champ magnétique tournant en 1882 et après avoir réalisé quelques prototypes en Autriche et en France, il a demandé le brevet en 1887.
Deux mois après la publication de la note de Ferraris, Tesla a obtenu 5 brevets sur la construction des moteurs asynchrones qu'il avait étudiés indépendamment. Ils ont ensuite été achetés par Westinghouse Electric, et ont conduit Tesla à la réalisation de moteurs électriques à l'échelle industrielle et à la naissance d'un important secteur industriel.
En 1889, il a fondé au Musée royal italien de l'industrie une école d'électrotechnique, la première école de ce type en Italie, qui a ensuite été intégrée à l'École polytechnique de Turin. Il a enseigné dans cette école jusqu'à sa mort. En 1896, Galileo Ferraris a fondé l'Association électrotechnique italienne (Associazione elettrotecnica italiana) et en est devenu le premier président national. La même année, il est nommé sénateur du Royaume mais, trois mois plus tard, il meurt d'une pneumonie à l'âge de 49 ans. Il est enterré dans le cimetière monumental de Turin (Cimitero monumentale di Torino) (premier élargissement de l'arche 166).

## Théorème de Ferraris
Le théorème de Ferraris démontre qu'un champ tournant peut être créé par trois bobines positionnées en arc de cercle avec un décalage de 120°, chacune alimentées par une phase d'un courant électrique triphasé. La fréquence de rotation est alors égale à la fréquence de courants d'alimentation. Il démontre également que 3p bobines alimentées en triphasé et décalées de 120°/p permettent d'obtenir un champ tournant avec une fréquence de rotation f/p, f étant la fréquence des courants d'alimentation.

## Les archives
Les archives privées de Galileo Ferraris ont toujours été conservées par ses héritiers, la famille Botto-Buzzi, en particulier par sa nièce Luigia Botto, fille de Teresa, sœur de Galilée, et épouse de Tullio Buzzi, directeur de l'École royale de tissage et de teinture de Prato. La famille Buzzi-Ferraris (les enfants de Teresa et Tullio ont ajouté Ferraris au nom de famille Buzzi) s'est installée à Milan, ce qui explique pourquoi une partie des papiers est actuellement conservée à l'École polytechnique de Milan (Politecnico di Milano); une deuxième partie se trouve à Livorno Ferraris au Musée Ferraris (anciennement Museo-Sacrario Ferraris).
Grâce à une donation en 2004, la bibliothèque du Musée Galilée (Museo Galileo) a acquis un ensemble de documents récupérés sur le marché des antiquités : une large gamme de correspondance, principalement de nature familiale, de nombreux actes administratifs et judiciaires de la famille Ferraris, des écrits et des notes de Galileo et des membres de sa famille, et des papiers des étudiants de l'École d'application pour ingénieurs de Turin. Avec le matériel d'archives, le Museo Galileo a également acquis environ deux cents publications.

## Remerciements

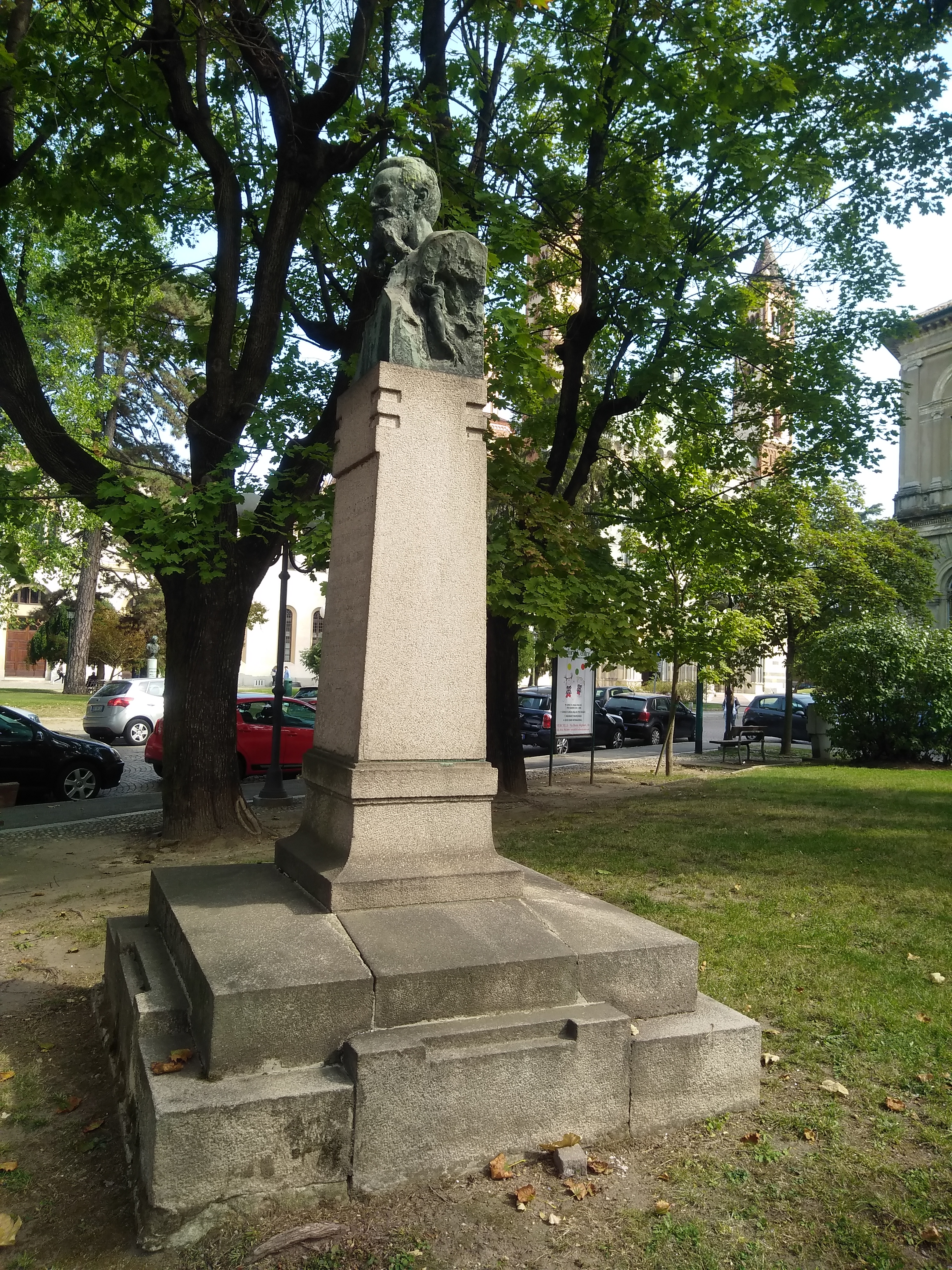
Monument à G. Ferraris à Vercelli

En 1925, sa ville natale, en son honneur, changea son nom de Livorno Piemonte à Livorno Ferraris ; sur la place principale, une statue de bronze lui est dédiée. Dans la ville, il y a également un intéressant musée des Ferraris.
La ville de Turin lui a dédié une de ses rues principales, le long Corso Galileo Ferraris, et un monument entre Corso Montevecchio et Corso Trieste ; de plus, le premier lycée scientifique institué par la ville, en 1923, porte son nom.
Une rue de la capitale libyenne Tripoli porte son nom.

## Distinctions honorifiques

### Distinctions italienne
- - Commandeur de l'Ordre de la Couronne d'Italie
- - Officier de l'Ordre des Saints-Maurice-et-Lazare

### Distinctions étrangères
- - Commandeur de l'Ordre de François-Joseph (Royaume austro-hongroise)
- - Commandeur de l'Ordre de la Couronne (Royaume de Prusse)